# Angelica pseudoshikokiana
Angelica pseudoshikokiana är en flockblommig växtart som beskrevs av Masao Kitagawa. Angelica pseudoshikokiana ingår i släktet kvannar, och familjen flockblommiga växter. Inga underarter finns listade i Catalogue of Life.